# Louis Duerloo
Louis Duerloo (* 7. Juli 1910 in Essen; † 30. September 1977 in Mijas) war ein belgischer Radrennfahrer.
Louis Duerloo war Profi-Rennfahrer von 1932 bis 1938. Als er 1933 im Alter von 23 Jahren Belgischer Meister im Straßenrennen wurde, galt das als „Generationenwechsel“ und zunächst als überraschender Zufallssieg. Weitere Siege, besonders den Gewinn der Flandern-Rundfahrt im Jahre 1935, bestätigten jedoch seine Qualität.
Eine langwierige Knieverletzung sowie der frühe Tod seiner Frau bewogen Duerloo, seine Radsport-Karriere im Alten von 28 Jahren aufzugeben. Anschließend wurde er Förster in Kalmthout. 1977 ertrank er während eines Urlaubs in Südspanien im Mittelmeer.